# Multinational Monitor
Multinational Monitor va ser una revista fundada per Ralph Nader l'any 1980. La seu de la revista es trobava a Washington DC. Encara que el seu enfocament principal era l'anàlisi de les corporacions, també va publicar articles sobre temes de seguretat i salut laboral, medi ambient, globalització, privatitzacions i països en vies de desenvolupament.
Des de 1992, Multinational Monitor va publicar un índex anual que resumia les activitats i pràctiques de deu corporacions que mostraven un comportament manifestament delictiu.
A cada número s'atorgava el Lawrence Summers Memorial Award, un guardó satíric en honor de Lawrence Summers, el secretari del Tresor de Bill Clinton i després president de la Universitat Harvard, atorgat a empreses que «fan circumloquis extraordinaris per a justificar polítiques poc ètiques». El premi es referia al famós memoràndum de Summers escrit el 1991, quan Summers era l'economista en cap del Banc Mundial, que advocava per transferir residus tòxics i contaminació dels països desenvolupats als països menys desenvolupats.